# Hubbles Lake
Pour les articles homonymes, voir Hubble.
Hubbles Lake est une communauté située dans la province d'Alberta, dans le centre.